# 米亞索維茨科耶湖
57°58′19″N 27°41′30″E / 57.97194°N 27.69167°E
米亞索維茨科耶湖（俄语：Мясовитское），是俄羅斯的湖泊，位於該國西北部，由普斯科夫州負責管轄，處於佩喬雷區，面積0.3平方公里，集水區面積18.9平方公里，平均水深2.2米，最大水深4.3米。